# Bocchus I.
Bocchus I. ali Bocchus , konec 2. stoletja pr. n. št.) je bil kralj starodavne Mavretanije. Bil je tast numidijskega kralja Jugurte. V vojni svojega svaka proti Rimljanom se je sprva razglasil za nevtralnega, leta 108 pr. n. št. pa se je postavil na stran Jugurte le z obljubo, da bo prejel tretjino numidskega ozemlja.ref name="bellum3">Gaius Sallustius Crispus. The War with Jugurtha, part 3. Pridobljeno 19. aprila 2020.</ref> Potem, ko je Jugurta bil večkrat premagan, se je začel pogajati z Rimljani in v dogovoru z njimi Jugurto zvabil v past, ga ujel in izročil kvestorju Korneliju Suli. S tem se je vojna končala in Bocchus je kot nagrado prejel del numidskega ozemlja.
Bokh je imel sinova Bocchusa II. in Boguda, ki sta si po njegovi smrti razdelila kraljestvo.
Glej tudi:
- Jugurtinska vojna